# Grabbe-Gesellschaft
Die Grabbe-Gesellschaft ist eine literarische Gesellschaft zur Bewahrung des Erbes von Christian Dietrich Grabbe, einem bedeutenden Dramatiker des Vormärz. Ihr Sitz liegt in Detmold, dem Geburts- und Wirkungsort Grabbes.

## Zweck
Der Zweck der Stiftung ist es, das literarische Werk Christian Dietrich Grabbes zu erschließen und zu bewahren, dessen Leben zu erforschen und zu dokumentieren, dem Autor und seinem Werk einen angemessenen Platz in der Literaturgeschichte und im öffentlichen Bewusstsein zu verschaffen und andere Dichter der Region und der Zeit einzubeziehen, insbesondere Ferdinand Freiligrath und Georg Weerth. Seit 1994 vergibt die Gesellschaft in Verbindung mit der Stadt Detmold und dem Landesverband Lippe den Christian-Dietrich-Grabbe-Preis. Der mit 5.000 Euro dotierte Preis wird an Nachwuchsdramatiker vergeben.

## Geschichte
Die Grabbe-Gesellschaft wurde 1937/38 von nationalsozialistischen Funktionären gegründet, die Grabbe und sein Werk für die nationalsozialistische Ideologie vereinnahmen wollten. Federführend war dabei Heinrich Hollo, ein Detmolder Lehrer, der bereits vorher die NS-Kulturgemeinde („NS-KG“) in Detmold gegründet hatte. Auch der Gauleiter Alfred Meyer, der Reichsdramaturg Rainer Schlösser und Reichspropagandaminister Joseph Goebbels waren an der Gründung beteiligt. Durch die Unterstützung des NS-Regimes und die häufige Berichterstattung in nationalen Medien erlangte die Gesellschaft schnell auch überregionale Bekanntheit.
Im Jahr 1936 fanden auf Veranlassung Heinrich Hollos und aus Anlass des hundertjährigen Todestags Grabbes zum ersten Mal die sogenannten „Grabbe-Wochen“ statt. Grabbes Dramen wurden wiederaufgeführt und Vorträge über den Schriftsteller gehalten. Dabei gaben die Grabbe-Wochen den Nationalsozialisten die Möglichkeit, das Werk Grabbes, das tatsächlich nationalistische und antisemitische Elemente enthält, propagandistisch zu vereinnahmen. Die Grabbe-Wochen waren ein derartiger Erfolg, dass sie von nun an jedes Jahr in Detmold stattfinden sollten. So entstand die Grabbe-Gesellschaft zunächst mit dem Ziel, jedes Jahr die Grabbe-Wochen zu veranstalten.
Die Statuten des neuen Vereins wurden am 12. September 1937 beschlossen; der Eintrag ins Detmolder Vereinsregister erfolgte am 16. Februar 1938. Trotz der nationalen Bedeutung der Gesellschaft erreichte der Verein in den Jahren 1937/38–1945 nur eine Mitgliederzahl von insgesamt 442. Auch die Ausbreitung der Gesellschaft in ganz Deutschland war eher mäßig erfolgreich – nur die Ortsgruppe in Hamburg erreichte eine Zahl von etwa 100 Mitgliedern.
Gut stand es hingegen um die Finanzen der Grabbe-Gesellschaft. Die Haupteinnahmequelle war die Vermietung des Grabbe-Hauses in Detmold, dessen Eigentümer die Gesellschaft war. Weitere Einnahmequellen waren die Mitgliederbeiträge, diverse Spendeneinnahmen und die Zuschüsse und Subventionen des NS-Regimes. Ein überaus wichtiges Ereignis blieben auch die Grabbe-Wochen, die im ganzen Reich Aufmerksamkeit erregten. 
Nach 1945 war die Zukunft der Stiftung aufgrund der politischen Belastung und des konfiszierten Vermögens unsicher. Sie wurde schließlich unter der Federführung von Alfred Bergmann 1948 neu gegründet. Zunächst war die Ausrichtung der neu gegründeten Stiftung in erster Linie wissenschaftlich. Später öffnete sich die Stiftung der Öffentlichkeit, indem sie zum Beispiel Vorträge und Fahrten zu auswärtigen Grabbe-Aufführungen durchführte.